# FRB 180916.J0158+65

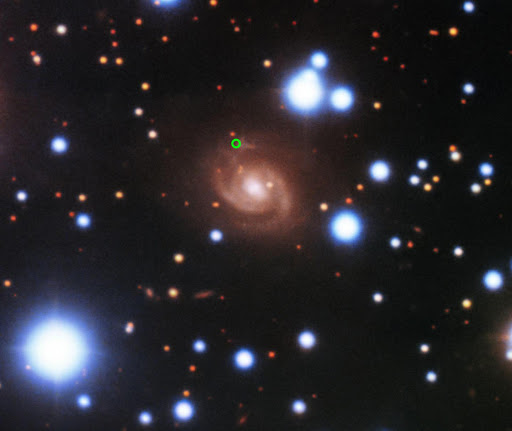
Примерное месторасположение источника радиовсплеска обведено зелёным кружком

FRB 180916.J0158+65 (наиболее известен как FRB 180916 или «R3», а также как FRB 20180916B) — повторяющийся быстрый радиовсплеск (fast radio burst FRB), обнаруженный в 2018 году с помощью радиотелескопа CHIME в ходе Канадского эксперимента по картированию интенсивности водорода. Возмущение было зафиксировано 9 января 2020 года в обсерватории Джемини, Мауна-Кеа и исходило из галактики SDSS J015800.28+654253.0, находящейся на расстоянии 457 миллионов световых лет.

## Периодичность
До исследования феномена наблюдались только два типа всплесков: неповторяющиеся и повторяющиеся. Неповторяющиеся всплески — это разовые вспышки в радиодиапазоне, которые регистрировались радиотелескопами только один раз за историю наблюдений. Повторяющиеся всплески — это несколько раз регистрируемые вспышки в радиодиапазоне, полученные из одних и тех же координат (с учетом ошибки их определения). Такие всплески не всегда имеют схожую форму распределения интенсивности (накоплено недостаточно статистики для вывода). После исследования этого радиовсплеска был выведен третий тип — периодически повторяющиеся. Активность в радиодиапазоне FRB 180916 повторяется в течение 16,35 ± 0,18 дня. В целом, объект создаёт всплески в течение 4 дней, после которых следует период бездействия в 12 дней. Предполагается, что радиовсплески могут быть связаны с деятельностью нейтронной звезды или чёрной дыры.

## Структура явления
Четырехдневный радиовсплеск не является однородным, а вместо этого характеризуется последовательностью подвсплесков. Характер активности в радиодиапазоне четырехдневных всплесках не повторяется в точности, но имеет похожую структуру.
В марте 2021 года учёные сообщили, что область, производящая импульсы, составляет около 1 километра в масштабе.